# Fabrice Bollon
Fabrice Bollon (* 1965 in Paris) ist ein französischer Dirigent und Komponist.

## Leben
Bollon studierte bei Michael Gielen und Nikolaus Harnoncourt in Paris und am Mozarteum in Salzburg. Im Anschluss bildete er sich bei Georges Prêtre und Mauricio Kagel weiter.
Er war Assistent bei den Salzburger Festspielen, Chefdirigent des Sinfonieorchesters Flandern und stellvertretender Generalmusikdirektor der Oper Chemnitz. Er war Gastdirigent beim Orchestre Philharmonique de Radio France, Orchestre Philharmonique de Monte-Carlo, Orchestre philharmonique de Strasbourg, Orchestra Sinfonica Nazionale RAI, MDR-Sinfonieorchester, Radio-Sinfonieorchester Stuttgart, Konzerthausorchester Berlin, SWR Sinfonieorchester Baden-Baden und Freiburg, Residentie Orkest, hr-Sinfonieorchester und Deutsche Radio Philharmonie Saarbrücken Kaiserslautern.
Von 2008 bis 2022 war er Generalmusikdirektor des Philharmonischen Orchesters am Theater Freiburg. 2022 wurde er zum Generalmusikdirektor der Staatskapelle Halle ernannt.
Bollon arbeitet außerdem als Komponist. Seine Werke wurden von der Edition Peters verlegt und u. a. vom Radio-Sinfonieorchester Stuttgart, MDR-Sinfonieorchester und Deutsche Radio Philharmonie Saarbrücken Kaiserslautern aufgeführt.

## Werke (Auswahl)
- Oscar und die Dame in Rosa, Oper nach der Erzählung Oskar und die Dame in Rosa von Éric-Emmanuel Schmitt (Uraufführung am 5. Januar 2014 am Theater Freiburg)[1]